# بهترین‌های رولد دال

چاپ اول

«بهترین‌های رولد دال» مجموعه‌ای از ۲۵ داستان کوتاه از رولد دال است که اولین چاپ آن در سال ۱۹۷۸ منتشر شد.   

## فهرست مطالب
- مادام رزت
- مردی از جنوب
- ماشین صدا
- طعم
- در استخر شیرجه بزنید
- پوست
- ادوارد فاتح
- بره برای کشتار
- تاخت و تاز فاکسلی
- راه صعود به بهشت
- لذت پارسونز
- صاحبخانه
- ویلیام و مری
- خانم بیکسبی و کت سرهنگ
- ژل رویال
- جورجی پورگی
- پیدایش و فاجعه
- خوک
- بازدیدکننده
- سگ کلود
  - موش‌گیر
  - رامینز
  - آقای هدی
  - آقای فیسی
  - قهرمان جهان